# Тираспольская епархия (католическая)

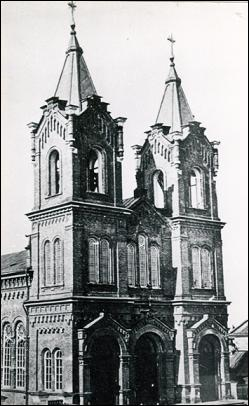
Кафедральный собор св. Климента в Саратове

 Тираспольская епархия  (лат. Dioecesis Tiraspolitanus) — римско-католическая епархия в Российской империи, основанная 3 июля 1848 года буллой «Universalis Ecclesiae cura» Римского папы Пия IX по инициативе российского императора Николая I (c 1848 по 1852 год носила название Херсонская). Тираспольская епархия входила в архиепархию Могилёва. Тираспольская епархия наряду с Могилёвской митрополией отчасти функционировала на территории современной России, прочие католические епархии Российской империи целиком располагались на территории современных Польши, Прибалтики, Белоруссии и Украины.

## История
С 1763 года после выхода в свет манифеста императрицы Екатерины II «О дозволении всем иностранцам, в Россию въезжающим, поселяться в которых губерниях они пожелают и о дарованных им правах» в ряде регионов России начали образовываться колонии переселенцев-иностранцев, значительная часть из которых были католиками. Главным образом, колонии возникали в Поволжье, Крыму и юге России. Только в 1763—1774 годах в Поволжье прибыло около 32 тысяч переселенцев из Европы, из них 8—10 тыс. были католиками. Переселенцы пользовались полной религиозной свободой, им разрешалось строить католические и протестантские храмы.
В 1847 году на территориях, где расположились колонии переселенцев, насчитывалось 52 приходских и 40 филиальных католических храмов, 50 священников, более 200 тысяч католиков только немецкого происхождения, а также большое число католиков других национальностей.
После конкордата 1847 года между Святым Престолом и Россией католические приходы иностранных переселенцев на юге России были объединены в Херсонскую епархию, первым епископом стал Фердинанд Кан, который управлял епархией из Санкт-Петербурга. Покровителем епархии был избран Святой Климент, папа римский, выбор был не случаен, по преданию Святой Климент встретил смерть в районе современного Севастополя, то есть на территории епархии. В 1852 году условный центр епархии был перенесён в Тирасполь, а епархия переименована в Тираспольскую, хотя епископ продолжал оставаться в Петербурге. В Тирасполе планировалось возведение собора и резиденции епископа, но этим планам помешала Крымская война.
В 1856 году новым центром епархии был избран Саратов, как центр немцев Поволжья, значительная часть которых была католиками. При этом епархия сохранила название Тираспольская, чтобы подчеркнуть отличие от православной Саратовской епархии, хотя фактически епархия никакого отношения к Тирасполю уже не имела. Епископ Кан переехал в Саратов в октябре 1856 года, в ноябре была торжественно открыта духовная консистория, годом позже — католическая семинария.
Кафедральным собором первоначально служила деревянная церковь, возведённая ещё до переноса кафедры в Саратов. Планируемое возведение большого каменного собора однако было отложено из-за Польского восстания 1863 года. После его подавления польские священники епархии и преподаватели семинарии были уволены, некоторые арестованы по подозрениям в связях с повстанцами. После этого к руководящим должностям в епархии и семинарии допускались только немцы. Наконец, в 1873 году разрешение на постройку собора было дано. Строительство кафедрального собора шло 8 лет, в 1881 году собор был освящён во имя Святого Климента.
В 1902 году Тираспольская епархия насчитывала 87 приходских и 34 филиальных церкви, 131 священника и 298 тысяч прихожан. После «Манифеста об укреплении начал веротерпимости» 1905 года, отменявшего уголовное наказание за выход из православия около 2 тысяч православных на территории епархии перешло в католицизм. К территории Тираспольской епархии относились Астраханская, Екатеринославская, Самарская, Саратовская, Ставропольская, Таврическая и Херсонская губернии, а также Грузия и Бессарабия. Административно епархия делилась на 11 деканатов: пять из них располагались в Поволжье, пять — на юге Украины и в Крыму, а деканат Пятигорск — Тифлис объединял приходы северокавказского и закавказского регионов.

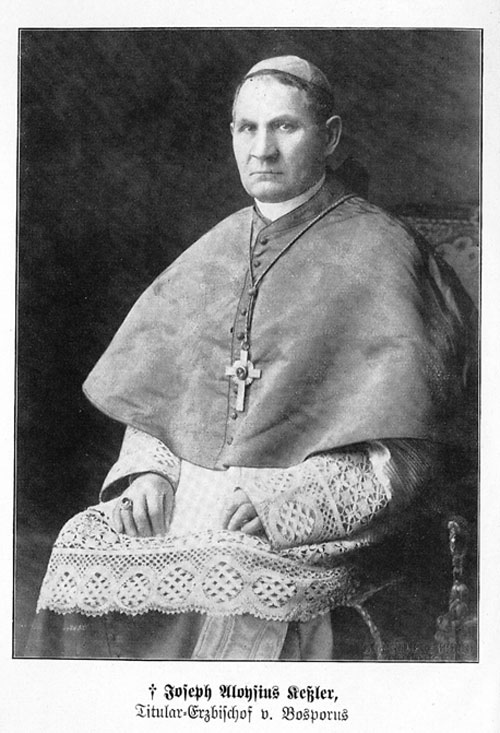
Последний епископ Тираспольской епархии Йозеф Кесслер

В 1917 в епархии было уже 137 приходов, 58 филиальных церквей, 179 священников, 391 тысяча верующих латинского обряда, а также около 40 тысяч верующих армянского обряда.
После революции 1917 года была проведена секуляризация церковной собственности, у Тираспольской епархии были отобраны все здания, а также резиденция епископа. 14 августа 1918 года, перед входом большевиков в Саратов, епископ Й. Кесслер покинул Саратов и перенёс резиденцию в Одессу. Впоследствии он эмигрировал сначала в Бессарабию, а затем в Германию. Оставшийся в Саратове викарий К. Климашевский после нескольких арестов в 1921 году был выслан в Польшу. Католические общины епархии активно организовывали сбор средств в помощь голодающим Поволжья, однако несмотря на это постоянно подвергались преследованиям со стороны советских властей.
В 1917—1937 годах были закрыты все католические храмы епархии, большинство подверглось разрушению, уцелевшие превращены в склады и клубы. Сотни священнослужителей стали жертвами репрессий. Обязанности главы епархии фактически выполнял единственный католический священник Саратова А. Баумтрог. В 1931 году он был арестован и приговорён к 10 годам лагерей, умер на Соловках. В 1935 закрыт кафедральный собор св. Климента, позднее был перестроен в кинотеатр «Пионер». Апостольский администратор южной части Тираспольской епархии А. И. Фризон, тайно рукоположенный папским посланником Мишелем д’Эрбиньи был арестован в 1935 году и расстрелян двумя годами позже, после чего Тираспольская епархия де-факто прекратила своё существование.
В конце 1980-х годов были возрождены несколько католических общин немцев Поволжья, которые периодически посещал священник Иосиф Верт (в настоящее время епископ). После распада СССР Католическая церковь в России получила возможность для восстановления нормальной деятельности.
В 1993 году Тираспольская епархия была преобразована в Апостольскую администратуру Молдавии (сегодня — епархия Кишинёва) и в 1999 году — в Апостольскую администратуру Южной России в Саратове (сегодня — епархия святого Климента в Саратове).

## Ординарии епархии
- епископ Фердинанд Кан (1850—1864)
- епископ Франц Цоттман (1872—1889)
- епископ Антон Иоганн Церр (1889—1902)
- епископ Эдвард фон Ропп (1902—1903)
- епископ Иосиф Кесслер (1904—1929)